# 1728 au théâtre
| Années du théâtre : 1725 - 1726 - 1727 - 1728 - 1729 - 1730 - 1731    |
| Décennies du théâtre : 1690 - 1700 - 1710 - 1720 - 1730 - 1740 - 1750 |

## Pièces de théâtre représentées
- 22 avril : Le Triomphe de Plutus, comédie de Marivaux, Paris, Théâtre-Italien.

## Naissances
- 17 février : Jean Rival, dit Aufresne, acteur genevois, mort le 4 juillet 1804.
- 29 novembre : Jean-Paul-André Razins de Saint-Marc, dramaturge et librettiste français, mort le 11 octobre 1818.

## Décès
- 7 janvier : Marc-Antoine Legrand, comédien et dramaturge français, né le 30 janvier 1673.
- 20 janvier : Isaac-François Guérin d'Estriché, comédien français, sociétaire de la Comédie-Française, né vers 1636.
- avant juin : Jean Quinault, acteur français, sociétaire de la Comédie-Française, né vers 1656.